# Jackson C. Gott
Jackson C. Gott (1829-1909) fue un arquitecto estadounidense. Gott nació en el condado de Baltimore, ejerció en Baltimore y sus alrededores toda su vida y fue nombrado miembro del American Institute of Architects en 1889.

## Obras

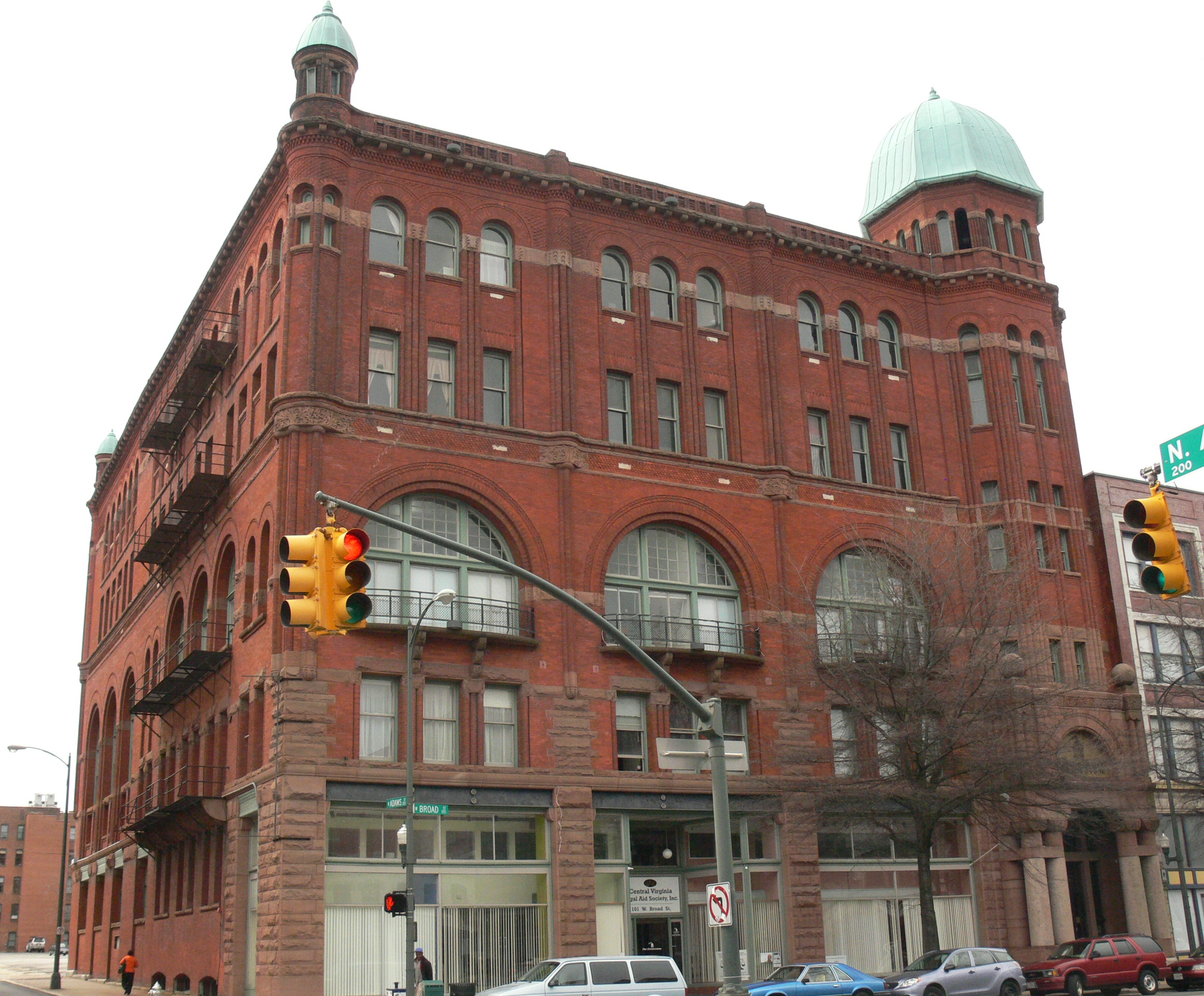
Renaissance Building (1893), en Richmond

Los edificios diseñados por él que sobreviven y están incluidos en el Registro Nacional de Lugares Históricos incluyen:
- Johnston Building, 26-30 S. Howard St., Baltimore, 1880
- Rombro Building, 22–24 S. Howard St., Baltimore, 1881
- Casa del gobernador John Walter Smith, 104 S. Church St., Snow Hill, 1890
- El edificio principal de Hendler Creamery, 1100 E Baltimore St y 1107 E Fayette St., Baltimore, 1892
- Renaissance Building, ex Templo Masónico, 101-107 W. Broad Street, Richmond, construido entre 1888 y 1893
- Estación de Policía del Distrito Sur, 28 E. Ostend St., Baltimore, 1896
- Uno o más edificios en el Distrito Histórico de Union Bridge
- Uno o más edificios en el Distrito Histórico de Federal Hill South

El trabajo de Gott que no está en el Registro Nacional incluye:
- El Teatro Charles, Baltimore, 1892
- La Penitenciaría de Maryland, ahora el Centro de Transición Metropolitano, Baltimore, 1894
- Sección central del juzgado del condado de Worcester, Snow Hill